# Мартинек, Карел
Ка́рел Ма́ртинек (чеш. Karel Martinek; 20 июля 1933, Двур Кралов, Чехословакия — 14 апреля 2021) — советский и чешский физикохимик, лауреат Ленинской премии, академик Чехословацкой академии наук (1988).

## Биография
Родился 20 июля 1933 в городе Двур Кралов (Чехословакия). В 1948 году был исключён из городской гимназии за неуспеваемость и ненадлежащее поведение, после чего работал разнорабочим на заводе, откуда впоследствии перешёл в местную химико-текстильную промышленную школу.
В 1953 году по рекомендации Института химической технологии в Праге направлен на учёбу в Советский Союз. Сначала учился в Казанском университете, потом перевёлся в МГУ. Его научным руководителем там был Илья Васильевич Березин.
В 1958 году с отличием окончил химический факультет. В 1965 году защитил кандидатскую диссертацию по теме: «Изучение элементарных свободно-радикальных реакций с применением радиоактивных индикаторных добавок». С 1972 года доктор химических наук, тема докторской диссертации «Кинетико-термодинамические закономерности ферментативного катализа (протеолитический фермент альфа-химотрипсин)».
В 1986 году, спустя более чем 30 лет, вернулся в Чехословакию, где продолжил свою научную и преподавательскую деятельность.
В 1986—1992 годах — директор, в 1992—1994 — ведущий научный сотрудник Института органической химии и биохимии Чехословацкой академии наук. В 1988 году избран академиком, членом Президиума и учёным секретарём Академии.

## Научные исследования
Область научных интересов:
- физико-химические закономерности ферментативного катализа;
- химические модели ферментативного катализа;
- мицеллярный катализ;
- мицеллярная энзимология;
- принципы стабилизации ферментов.

Совместно с И. В. Березиным разработал модель изменений свободных энергий при активации субстрата в активном центре фермента, так называемая модель Березина-Мартинека, внеся тем самым фундаментальный вклад в понимание основ эффективности и специфичности ферментативного катализа. Модель дала физико-химическое объяснение ускорению реакции при ферментативном катализе по причине понижения свободной энергии активации на лимитирующей стадии процесса из-за специфической сорбции нереакционной части субстрата, вызванной быстропротекающими слабыми взаимодействиями.
Мартинек основал новое направление — исследование процессов ферментативного катализа в неводных растворителях, в неводных средах.
Получил ряд патентов в области биореакторной фотографии и фонографии, автор или соавтор более двухсот научных статей и десятка книг.

## Педагогическая деятельность
В 1977 году Карел Мартинек стал профессором кафедры химической энзимологии и заведующим лабораторией химической биологии. Читал курсы «Химическая кинетика и катализ», «Основы физической химии ферментативного катализа», «Биокинетика».
Под руководством К. Мартинека защитились десятки учёных, работающих во Франции, Германии, Нидерландах, США, Мексике, Литве, Узбекистане, Болгарии, Вьетнаме, Китае, Кубе и особенно в России. Среди учеников Карела Мартинека - Александр Кабанов, Александр Клибанов, Наталья Клячко, Андрей Левашов, Дмитрий Можаев, Алексей Пшежецкий, Вирги́ниюс Шикшни́с, и другие.

## Научные труды
- «Иммобилизованные ферменты» (соавт., 1976);
- «Основы физической химии ферментативного катализа» (соавт., 1977);
- «Введение в прикладную энзимологию» (соавт., 1982).

## Почести и награды
- В 1982 году, совместно с И. В. Березиным, получил высшую советскую премию, «Ленинская премия», за теоретическое, экспериментальное и клиническое обоснование использования иммобилизованных ферментов для кардиологии и лечения острой лёгочной тромбоэмболии.
- В 1988 году награждён медалью Международного биохимического общества и Золотой медалью Чехословацкой академии наук имени Ярослава Гейровского.
- В 1990 году избран членом Королевского химического общества в Лондоне, а также членом Академии Европы (Academia Europaea) в Страсбурге.
- Медаль А. С. Пушкина (1997 год, Международная ассоциация преподавателей русского языка и литературы)[7].

## Коллеги о Кареле Мартинеке
В воспоминаниях сына российского учёного В. А. Кабанова есть фрагмент, посвящённый К. Мартинеку. В. А. Кабанов был оппонентом докторской диссертации Мартинека и очень высоко отозвался об учёном:

«Отец был в восторге от этой работы, и однажды сказал мне, что если себе, как учёному он бы поставил „пять с минусом“, то Мартинека он оценивает на твёрдую „пятёрку“».